# سی ریگولنگ
سی ریگولنگ (انگلیسی: Si Riguleng؛ زادهٔ ۱۶ مهٔ ۱۹۸۰)  کشتی‌گیر اهل چین بود. وی در بازی‌های المپیک تابستانی ۲۰۰۸ شرکت کرده‌است.